# Euphonia violacea
La eufonia violácea, fruterito violáceo o tangará amarillo (Euphonia violacea) es una ave passeriforme que habita partes de Argentina, Paraguay, Brasil, Trinidad y Tobago y Venezuela 
Miden cerca de 11 cm de longitud en adultos. La especie presenta dimorfismo sexual: los machos son coloridos de pecho brillante y amarillo, mientras que las hembras y las aves inmaturas tienen color oliváceo.
Son aves sociales, que se alimentan de frutos y consumen insectos raramente. Habita zonas de vegetación virgen, secundaria y plantaciones de cacao y cítricos. Los nidos son construidos en cavidades en troncos. Cada postura tiene de media cuatro huevos blancos, pintados de rojo, e incubados solo por la hembra.